# 比尔登巴赫
比尔登巴赫是德国莱茵兰-普法尔茨州的一个市镇。总面积2.80平方公里，总人口538人，其中男性283人，女性255人（2011年12月31日），人口密度192人/平方公里。